# Muhammad Naji al-Otari
Muhammad Naji al-Otari, in lingua araba محمد ناجي عطري (Aleppo, 1944), è un politico siriano.
Primo ministro in Siria fino al 2011. È stato presidente del consiglio comunale di Aleppo dal 1983 al 1987, presidente della associazione degli ingegneri di Aleppo dal 1989 al 1993 e governatore di Homs, dal 1993 al 2000.
Nel marzo 2000 entra a far parte del Partito Ba'th, Lo stesso anno è entrato a far parte del Comando regionale Baath.
Nel 2003 diviene presidente del Parlamento Siriano.
Il 10 settembre diventa dunque Primo ministro della Siria a seguito delle dimissioni di Mohammed Moustafa Mero.
Personaggio di spicco del Partito Ba'th, è sposato con quattro figli, parla correttamente inglese e francese.
Il 29 marzo 2011, a seguito delle forti proteste scoppiate nel paese, è stato costretto a dimettersi assieme a tutto il governo.